# La aventura del mundo submarino
La aventura del mundo submarino (Undersea Adventure), también conocido como Aventura bajo el mar es un programa educativo e interactivo de 1993 diseñado para ordenador (PC) y producido por Knowledge Adventure, una compañía estadounidense dedicada a proporcionar una variedad de programas educativos que al mismo tiempo divierten y entretienen a sus jugadores.
El programa rodea alrededor de una enciclopedia sobre el mundo submarino, con información sobre una gran variedad de especies animales, vegetales e incluso sobre diferentes mares y océanos. Al empezar el juego, después de una serie de créditos y un vídeo demostrando al tenebroso Gran tiburón blanco, el jugador se encuentra en una pantalla, imitando la cabina de observación de un barco, donde puede hacer "clic" en diferentes objetos visibles, cada uno llevándolo a una actividad diferente.

## Actividades
- Referencia submarina: El área principal del programa; aquí el jugador puede navegar a través de un globo terráqueo, haciendo clic en las diferentes zonas marcadas. Cada una esconde una página en la enciclopedia submarina, revelando una imagen y texto con todo tipo de información sobre el tema. La primera página enciclopédica en ser mostrada durante cada visita es la imagen y biografía de Jacques Cousteau, el gran explorador marino.

- Acuario submarino 3D: Aquí el usuario tiene dos opciones; puede visitar el acuario submarino donde usando las flechas en el teclado, navega a través de diferentes habitaciones 3D. Las diferentes habitaciones almacenan una categoría diferente de animales marinos y corales. Haciendo clic sobre estas revela una caja de texto con información de cada especie. Como segunda opción está el juego; usando las flechas el jugador debe navegar a través de un laberinto 3D en busca de un tesoro hundido, esquivando en el camino a los depredadores marinos que dirigen por el camino equivocado.

- ¿Puedes encontrarme?: Esta actividad sirve para poner en práctica lo que el usuario haya aprendido sobre diferentes criaturas marinas. Ganar el juego consiste en emparejar el nombre de un animal o planta con su imagen.

- ¿Qué como?: Al igual que la actividad anterior, en este juego se empareja una de ocho especies con su alimento predilecto.

- ¿Quién soy?: Un tercer juego de emparejamiento, se gana reconociendo una pequeña parte del cuerpo de una especie y emparejándolo con la imagen completa del mismo.

- Laboratorio submarino: Este pequeño laboratorio permite explorar los diferentes sistemas internos de tres especies de animales marinos; el pulpo, el tiburón y la langosta.

- Cine submarino: Ambientando una sala de cine, aquí el usuario puede ver cada uno de los vídeo-documentales que ofrece el programa. Todos estos vídeos también están disponibles en la Referencia submarina.

## Popularidad
El juego fue popular al principio de los años 90, cuando este tipo de entretenimiento/programación interactiva estaba de moda con los nuevos al mundo de la informática. El juego fue empacado en un disco conjunto en 1995 que contenía además JumpStart Kindergarten y Teatro mágico y fue incluido con algunos ordenadores, como el IBM Aptiva. Al igual que JumpStart Kindergarten (conocida en español como Trampolín E.I. Segundo Ciclo) y Teatro mágico, La aventura del mundo submarino fue doblada al español en España.
Hoy en día, el programa ha pasado a la historia debido a que su producción es sumamente anticuada y simplista. Por el otro lado, otros le han dado un valor nostálgico y lo consideran un juego/programa clásico; al mismo tiempo hay otros que aprecian su original y relajante banda sonora.